# Magellanov potok
Magellanov potok je potok oblaka plina velike brzine koji se proteže od Velikog do Malog Magellanova oblaka preko 100° kroz galaktički južni pol Kumove slame. Uočen je 1965., a odnos prema Magellanovim oblacima utvrđen je 1974. godine.

## Otkriće i prva promatranja
Godine 1965. anomalijska brzina plinskih oblaka nađena je u području Magellanovih oblaka. Plin se pruža najmanje 180 stupnjeva preko neba. Ovo odgovara 180 kpc (600.000 svj. godina na približnoj udaljenosti od 55 kpc (180.000 svj.godina). Plin je vrlo kolimiran i polaran u odnosu na Kumovu slamu. Raspon brzine je velik, (od −400 do 400 km s−1 u odnosu ka mjesnoga standarda mirovanja (eng. Local Standard of Rest) i struktura brzine ne prati ostatak Kumove slame. Stoga se odredilo da je to klasični oblak velike brzine.
Plin nije bio mapiran i nije se povezivalo ga s Magellanovim oblacima. Magellanov potok kao takav otkriven je kao pojava neutralnog vodika (HI) blizu Magellanovih oblaka. To su otkrili Wannier & Wrixon 1972. godine. Svezu s Magellanovim oblacima napravio je Mathewson i dr. 1974. godine.
Nastao je tako što Veliki i Mali Magellanov oblak imaju ovojnicu od rijetkog i hladnog vodika. Njihova se ovojnica izdužuje u uzak Magellanov potok prema Kumovoj slami, vjerojatno pod djelovanjem privlačne sile.
Pogrešno ga je brkati s Magellanovim mostom.